# Hassan Al Shazly
Hassan Ahmed Al Shazly (arabe : حسن الشاذلي) né le 13 novembre 1943, et mort le 20 avril 2015, est un footballeur égyptien évoluant au poste d'attaquant.

## Biographie
Il joue pour le club égyptien de Tersana SC, ainsi que pour l'équipe d'Égypte, avec laquelle il marque 6 buts lors de la Coupe d'Afrique des nations 1963.
Il est le meilleur buteur de tous les temps du championnat d'Égypte avec 176 buts.

## Palmarès

### En club
- Champion d’Égypte en 1963 avec Tersana SC
- Vainqueur de la Coupe d'Égypte en 1965 et 1967 avec Tersana SC

### Individuel
- Meilleur buteur de l'histoire du Championnat d'Égypte avec 176 buts.
- Meilleur buteur sur une saison du Championnat d'Égypte en 1974-1975 avec Tersana SC (34 buts).
- Meilleur buteur égyptien et 4e meilleur buteur africain de la Coupe d'Afrique des nations avec 12 buts.
- Meilleur buteur de la Coupe d'Afrique des nations 1963 avec 6 buts.